# Les Prédateurs (comics)
 (août 2010).
Pour les articles homonymes, voir Les Prédateurs.
Les Prédateurs (Predators and Prey) ont été publiés le 7 janvier 2009, édités par la maison d'édition Dark Horse. C'est le cinquième arc narratif de la saison 8 de Buffy contre les vampires. 

## Résumé
La vie de Buffy vire au cauchemar : Harmony Kendall, son ex condisciple devenue vampire, devient la vedette de son propre reality show. En marge des frasques du showbiz, les tueuses sont victimes d'une véritable chasse aux sorcières. Une nouvelle menace plane mais Giles et Faith veillent au grain.

### Harmony
Harmony veut entrer dans une boîte de nuit de Los Angeles avec ses deux petits chiens, mais se voit refuser l'entrée. Un homme célèbre sort du club et l'emmène dans une ruelle. Elle le mord, mais un photographe les prend en photo. L'existence des vampires commence alors à être connue du grand public. Harmony se rend chez MTV pour leur proposer une émission centrée sur elle, où elle commence de mordre les gens sans les tuer. Une jeune femme mexicaine demande à quitter le gang, mais les autres ne sont pas de cet avis et l'agressent. Ses pouvoirs de tueuse éclatent et elle est victorieuse. Andrew entre en contact avec elle. Il lui explique ce que sont les vampires et les tueuses. Pour son show, Harmony fait équipe avec Clem, le démon, ancien ami de Spike. La tueuse mexicaine décide de s'attaquer à Harmony. Elle se rend à une soirée en son honneur, réussit à l'approcher puis l'attaque. Harmony a rapidement le dessus et la tue devant des milliers de téléspectateurs. Pour le public, leur idole a été agressée en direct par une tueuse faisant partie d'une armée. Les vampires sont du bon côté, et les tueuses sont devenues les ennemies de l'humanité.

### Satsu
Satsu pourchasse un démon qui a volé un sac. Sur un pont, elle coupe un de ses 4 bras. Kennedy arrive et le neutralise. Il se relève mais les 2 tueuses l'envoient dans la mer. Kennedy est envoyée par Buffy pour évaluer les compétences de Satsu. Cette dernière utilise toujours son rouge à lèvres à la cannelle et pense toujours que Buffy est son grand amour. Satsu ouvre le sac volé par le démon : elles y découvrent une peluche de chaton vampire. Elles apprennent que les peluches seront commercialisées la semaine suivante partout dans le monde. C'est un effet de la popularisation des vampires par Harmony. Le démon qui a volé le sac avait pour but de laisser cette peluche aux tueuses se fait liquider par son employeur. La nuit venue, la peluche prend vie et se rend dans la chambre de Satsu. Le matin, Kennedy la découvre habillée en kimono et comprend que quelque chose ne va pas lorsque celle-ci déclare être prête à épouser un homme en avoir fini avec son homosexualité. Les deux femmes se battent et Satsu recrache la peluche qui la contrôlait de l'intérieur… Les tueuses se rendent immédiatement à la société qui commercialise les peluches et retrouvent tous les employés morts. Grâce aux informations recueillies pendant la possession de Satsu, une cargaison entière de peluches est en route pour l'Écosse, pour s'attaquer à Buffy. Elles se rendent sur le cargo et affrontent l'armée des peluches. Satsu utilise un sous-marin volé à des vampires, fait exploser le cargo et sauve Kennedy. Satsu annonce à Buffy qu'il n'y a plus aucun risque : l'usine de peluches a été totalement détruite. Dans une interview, Harmony explique comment les tueuses ont assassiné les chatons aux dents pointues… Satsu voudrait la liquider mais Buffy s'y oppose : faire d'Harmony une martyre serait la pire des choses à ce moment. Elle décide de cesser toutes activités pour ne pas attirer l'attention. Buffy coupe la conversation. Satsu jette à la poubelle son rouge à lèvres et décide de s'en acheter un nouveau avec Kennedy.

### Les prédateurs et la proie
Andrew court dans les couloirs du château. Il rejoint Buffy Willow et Xander. Il les informe qu'une des tueuses rebelles de la bande de Simone a été capturée par un démon, et qu'il serait bon de la capturer à leur tour. Ils n'ont que 36 heures avant que le démon n'en fasse son diner. Buffy part alors pour l'Italie en compagnie d'Andrew. Pendant le long trajet, Andrew ennuie Buffy en parlant de ce qui lui plait, jusqu'à ce qu'il mentionne Daniel Craig. Arrivé au nid du démon, il trouve la tueuse emprisonnée. Elle leur explique que le démon Ragna, qui l'a capturée, est une espèce censé être éteinte depuis le XIe siècle… Andrew avait recréé le démon à l'époque où il était en Italie… Andrew libère la tueuse. Buffy n'est pas très satisfaite des mensonges d'Andrew. Simone surgit, assomme Buffy et Andrew, et se téléporte avec le démon et sa tueuse. Andrew pouvant suivre à la trace le démon qu'il a créé, ils se rendent sur une île dirigée par les tueuses rebelles. Buffy et Andrew arrivent dans un opéra, où le signal du démon les a menés. Ils sont encerclés par les tueuses. Simone exige que Buffy livre Andrew en échange du démon. Elle veut se venger d'Andrew parce qu'il a été un observateur autoritaire et ennuyeux. Buffy refuse. Commence un duel à l'épée avec Simone. Buffy l'emporte, jusqu'à ce que Simone sorte son pistolet. L'équipe de tueuses italiennes d'Andrew prend l'opéra d'assaut. Buffy saisit le pistolet de Simone et tire sur la cage du démon. Elle part avec Andrew et ses tueuses, laissant les rebelles de Simone s'occuper du démon… De retour en Angleterre, Andrew s'excuse auprès de Buffy d'avoir menti. Elle le rassure : maintenant, il fait partie du groupe.

### Sanctuaire
Une tueuse essaye de se défendre contre un vampire et est secourue par Faith et Giles. La tueuse confond Faith avec Buffy, ce qui irrite un peu Faith. La tueuse aurait fugué de son équipe pour se rendre au « sanctuaire des tueuses ». Ce serait un endroit dans les montagnes où peuvent vivre en paix les tueuses qui ne désirent pas l'être. Les trois prennent le train pour se rendre dans ce village. À l'entrée du village, un attroupement de vampires attend, et semble ne pas pouvoir rentrer. Giles rencontre un ancien observateur, Duncan Fillworthe. Il les invite à diner, leur explique la situation: les tueuses qui n'acceptent pas leur mission trouvent ici un endroit où elles n'auront pas à affronter des vampires. Après le diner, ils se font conduire au sanctuaire, dans la bibliothèque municipale. Il n'y a aucune tueuse : les villageois ont un pacte avec un démon. Il se nourrit des jeunes en échange de quoi les vampires ne peuvent pénétrer dans le village. Il hypnotise les tueuses et leur fait revivre des moments passés. Giles se précipite pour sauver Faith : Duncan s'interpose. Faith le pousse dans les tentacules du démon, puis détruit le démon. Les vampires peuvent entrer dans le village, mais Faith et Giles encouragent les habitants à se défendre pour leur survie…

### Jolie poupée
Dawn a subi une troisième métamorphose. Après la géante et la centaure, la voilà poupée. Elle est retenue prisonnière par un vieil homme qui s'apprête à utiliser différents outils sur elle… Au QG, Buffy et les autres tueuses se préparent à affronter une armée de vampires. Buffy demande à Xander de retrouver Dawn. Il a déjà envoyé quelqu'un s'en occuper : Andrew s'en charge. Il arrive à l'ancienne université de Dawn et débarque dans la chambre de l'ex de Dawn, Kenny... La nuit, Dawn tente de s'échapper de la maison du vieillard. Elle est retenue par d'autres poupées et marionnettes enchantées. Les tueuses sont prêtes à se défendre contre l'armée de vampires. Ils ne sont que 6... Buffy et Xander partent à la recherche de Dawn. Xander laisse échapper que Dawn a trompé son petit ami, un démon, sûrement responsable de ses transformations. Dawn apprend que le vieil homme la protège : si son corps de poupée se brisait, son âme s'échapperait. Grâce à des totems placés par Andrew, Willow se téléporte dans leurs chambres pour capturer Kenny. Il reprend sa forme de démon et s'échappe. Buffy et Xander trouvent la maison dans la forêt où est enfermée Dawn, mais Xander est assommé par les poupées. Kenny arrive en même temps que Buffy dans la maison. Dès que Dawn le voit, elle lui dit combien elle est désolée : le sort est brisé et elle reprend sa forme humaine. Buffy s'excuse de ne pas être assez présente pour sa sœur. Elle a des centaines de tueuses à pourchasser, elle n'a qu'une sœur à aimer.